# Canal 9 (Bahía Blanca)
El Canal 9 de Bahía Blanca, estilizado como elnueve TV, anteriormente conocido como Telefe Bahía Blanca, es un canal de televisión abierta argentino afiliado a Telefe que transmite desde la ciudad de Bahía Blanca. El canal se llega a ver en parte del sudoeste de la provincia de Buenos Aires a través de repetidoras. Es operado por parte del Grupo Televisión Litoral y La Nueva Provincia.

## Historia
El 10 de octubre de 1963, mediante el Decreto 9089, el Poder Ejecutivo Nacional adjudicó al diario La Nueva Provincia S.R.L. (en ese entonces en proceso de formación y conformada por 18 personas) una licencia para explotar la frecuencia del Canal 9 de la ciudad de Bahía Blanca, provincia de Buenos Aires.
La licencia inició sus transmisiones regulares el 15 de agosto de 1965 como LU 80 TV Canal 9 de Bahía Blanca aunque su inauguración oficial fue el 24 de septiembre. El canal, que en ese entonces era operado comercialmente como Telenueva, fue fundado por el mismo diario.
En 1971, la licencia de LU 80 fue re-adjudicada a la empresa Telenueva S.A.
El 12 de noviembre de 1982, mediante el Decreto 1207 (publicado el 17 de noviembre), el Poder Ejecutivo Nacional renovó la licencia conferida del Canal 9.
El 31 de octubre de 1984, mediante la Resolución 836, el Comité Federal de Radiodifusión autorizó al Municipio del partido de Patagones a instalar una repetidora en Carmen de Patagones asignándole el canal 2 en la banda de VHF.
El 21 de septiembre de 1989, el presidente Carlos Menem dispuso por decreto la privatización de los Canales 11 y 13 de la ciudad de Buenos Aires. Una de las empresas que participó en esas licitaciones era la sociedad Televisión Federal S.A. (Telefe), que tuvo en esos momentos como uno de sus principales accionistas a Televisoras Provinciales S.A. (del cual Telenueva S.A., la licenciataria de Canal 9, era accionista).
La licitación de Canal 11 fue ganada por la empresa Arte Radiotelevisivo Argentino (Artear), propiedad del Grupo Clarín. No obstante, debido a que también había obtenido la licencia de Canal 13, tenía que optar por uno de ellos y decidió quedarse con este último y por lo tanto, el 11 terminó en manos de Televisión Federal. La licencia se hizo efectiva el 15 de enero de 1990.
En abril de 1998, se dio a conocer que Televisoras Provinciales vendió su participación en Televisión Federal a Atlántida Comunicaciones y que 7 de las 10 empresas que lo conformaban (entre ellas Telenueva) aceptaron la oferta presentada por AtCo para quedarse con sus respectivas licencias. (siendo la transacción de esta última completada en septiembre de ese año, pasando todos los canales adquiridos, entre ellos el 9, a formar parte del Grupo Telefe). Telenueva fue absorbida en 1999 por Compañía de Televisión del Atlántico S.A. (absorbida en 2004 por Televisión Federal). La transferencia de la licencia del ocho a Telefe fue aprobada el 30 de marzo de 2017, casi 19 años después.
En junio de 1999, mediante la Resolución 11794, la Secretaría de Comunicaciones autorizó a Canal 9 a realizar pruebas en la Televisión Digital Terrestre bajo la normativa ATSC (normativa que fue dispuesta mediante la Resolución 2357 de 1998). Para ello se le asignó el Canal 10 en la banda de VHF.
El 30 de noviembre de 1999, Constancio Vigil, director general de Atlántida Comunicaciones, dio a conocer que el Grupo Telefónica (que tenía el 30% de la empresa) iba a comprar el 100% de las acciones de Telefe, 7 canales del interior (entre ellos Canal 9) y las radios Continental y FM Hit por aproximadamente U$D 530 millones. La transacción fue aprobada por la Secretaría de Defensa de la Competencia y del Consumidor el 19 de abril de 2000 y completada el 19 de mayo del mismo año.
A mediados de 2001, se inauguraron las nuevas instalaciones del canal.
El 30 de agosto de 2011, la Autoridad Federal de Servicios de Comunicación Audiovisual, mediante la Resolución 1028, autorizó al Canal 9 a realizar pruebas en la Televisión Digital Terrestre bajo el estándar ISDB-T (adoptado en Argentina mediante el Decreto 1148 de 2009). Para ello se le asignó el Canal 38 en la banda de UHF.

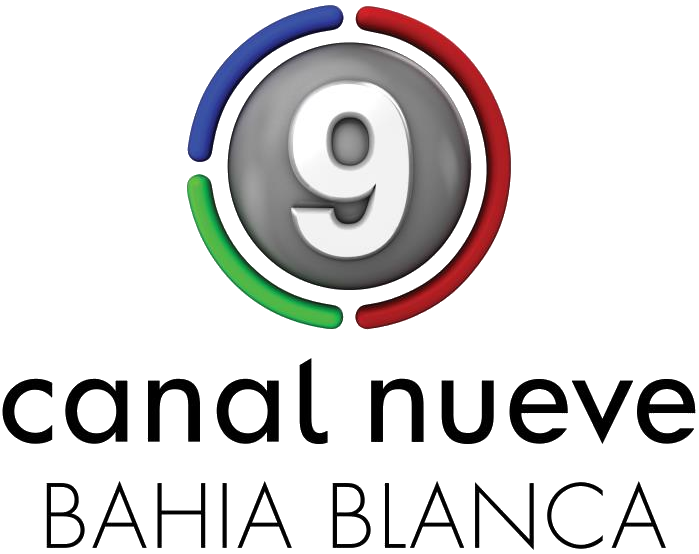
Logo utilizado por Canal 9 entre 2011 y 2018.

El 6 de diciembre de 2012, Telefe presentó su plan de adecuación voluntaria ante la Autoridad Federal de Servicios de Comunicación Audiovisual con el fin de adecuarse a la Ley de Servicios de Comunicación Audiovisual, donde propuso poner en venta el Canal 9 y el Canal 7 de Neuquén. El plan fue aprobado el 16 de diciembre de 2014 (dos años después), quedando los dos canales en venta. El 29 de diciembre de 2015, mediante el Decreto 267/2015 (publicado el 4 de enero de 2016), se realizaron cambios a varios artículos de la ley (entre ellos el Artículo 45, que indicaba que el licenciatario no podría cubrir con sus medios de comunicación abiertos más del 35% de la población del país); a raíz de la eliminación del porcentaje límite de cobertura nacional, Telefe ya no tendría obligación de vender los dos canales, pudiendo mantener a los 8 canales del interior en su poder. El 2 de febrero de 2016, el Ente Nacional de Comunicaciones (sucesora de la AFSCA) decidió archivar todos los planes de adecuación (incluyendo el de Telefe); como consecuencia de esto, Telefe ya no tiene obligación de vender ninguno de sus canales de televisión.
El 31 de marzo de 2015, la Autoridad Federal de Servicios de Comunicación Audiovisual, mediante la Resolución 236, le asignó a Canal 9 el Canal 27.1 para emitir de forma regular (en formato HD) en la Televisión Digital Terrestre.
El 3 de noviembre de 2016, se anunció que el grupo estadounidense Viacom había llegado a un acuerdo para comprar Telefe y sus canales (incluyendo el 9) por U$D 345 millones. La compra se concretó el 15 de noviembre. El ENACOM aprobó la transferencia de Telefe y sus licencias a Viacom el 30 de marzo de 2017.
El 14 de noviembre de 2018, se dio a conocer que el 21 de noviembre de ese año, a raíz de un cambio estratégico de cara al apagón analógico, los canales del Grupo Telefe en el interior (incluido el 9) iban a reemplazar su identificación comercial basada en la frecuencia analógica de la licencia por la de Telefe. Como consecuencia de este cambio, Canal 9 adoptó el nombre de Telefe Bahía Blanca.
El 13 de agosto de 2019, CBS Corporation y Viacom anunciaron que llegaron a un acuerdo para fusionar sus respectivas unidades de negocio (incluyendo a Telefe y Canal 9) bajo el paraguas de la primera (que pasaría a llamarse ViacomCBS). La fusión fue completada el 4 de diciembre.
El 14 de diciembre de 2021, Telefe Bahía Blanca se convirtió en el sexto canal del grupo Telefe en transmitir en tecnología HD.
El 31 de agosto de 2023 se hizo oficial la venta del canal al Grupo Televisión Litoral, dueña de los canales 3 de Rosario, 6 de Bariloche y 8 de Tucumán, la cual compró el 50% de las acciones en conjunto con el empresario Gustavo Elías, dueño de La Nueva Provincia, quien firmó también la compra del 50% de la emisora, por lo cual el 1 de septiembre de 2023, el canal pasa a llamarse elnueveTV, pasando a ser un afiliado de Telefe.

## Programación
Actualmente, gran parte de la programación del canal consiste en retransmitir los contenidos del Canal 11 de Buenos Aires (cabecera de la cadena Telefe).
La señal también posee programación local, entre los que se destacan Vivo Bahía Blanca (que es el servicio informativo del canal), Por Bahía (programa de interés general multipremiado) y A las Chapas (programa dedicado al deporte motor regional).

## Vivo Bahía Blanca

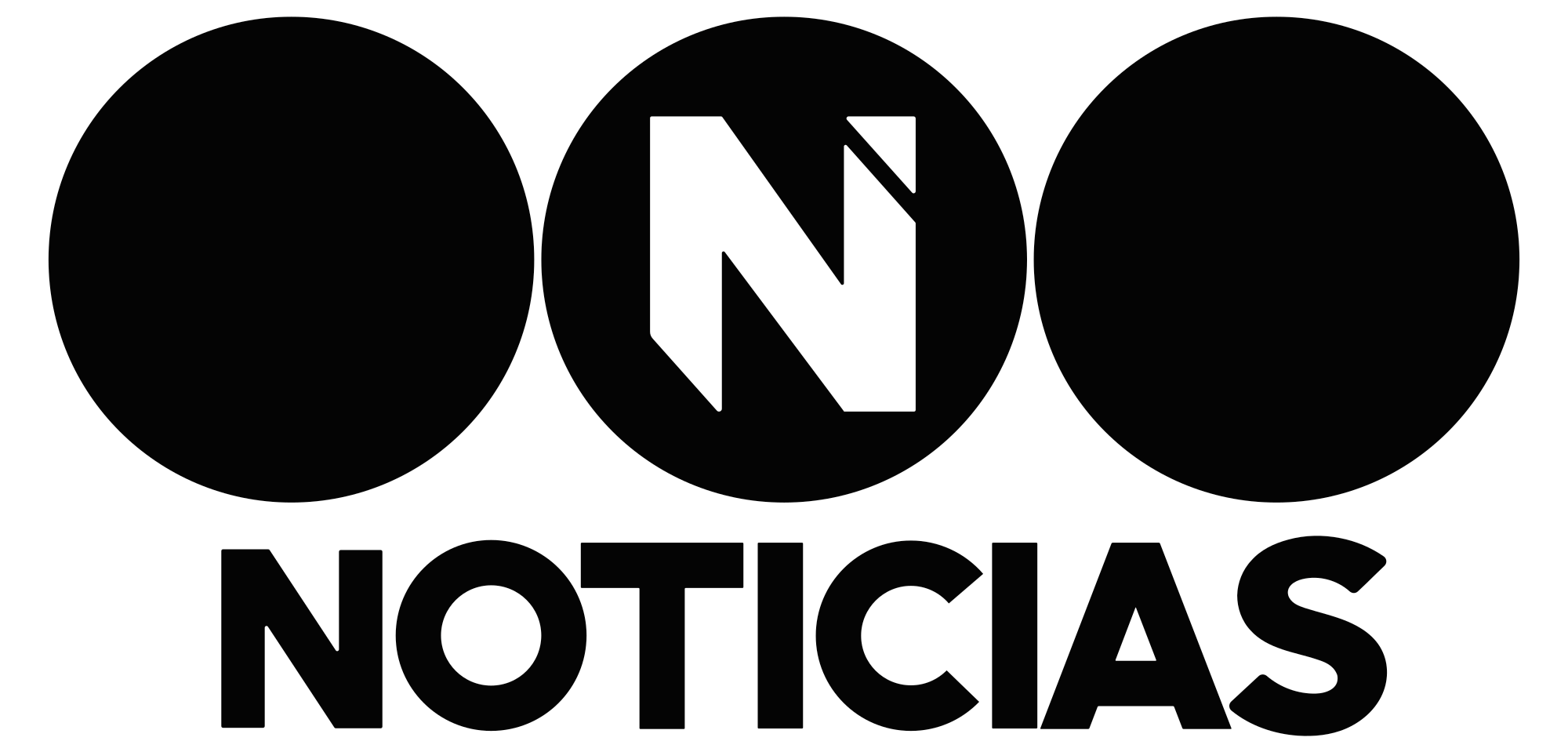
Logo utilizado por Telefe Noticias entre 2018 y 2023.

Es la versión local del noticiero porteño del mismo nombre para el sudoeste bonaerense. Su primera emisión fue el 29 de septiembre de 1965 con el nombre de Telenoticias. Actualmente, posee dos ediciones que se emiten de lunes a viernes: a las 12:00 (conducido por Agustín Sagasti, Melina Fardighini y Fernando Rentería) y a las 20:00 (conducido por Delfina Gonzalez Prieto y Marcos Corinaldessi).
Para el 2001, el noticiero pasó a llamarse Canal 9 Noticias.
El 21 de noviembre de 2018, como parte del cambio en la imagen institucional de las señales del interior de Telefe, el servicio informativo de Canal 9 cambió su nombre por el de Telefe Noticias.
El 14 de diciembre de 2021, Telefe Noticias Bahía Blanca estrenó nueva escenografía, con nuevas gráficas y cortinas, al igual que Telefe Noticias Buenos Aires.
El 1 de septiembre de 2023, debido la venta de Canal 9 a Televisión Litoral y La Nueva Provincia, el noticiero cambia de nombre a Vivo, tomando el mismo nombre del noticiero de Canal 8 Tucumán Vivo Tucumán.

## Repetidoras
Canal 9 cuenta con 3 repetidoras en la Provincia de Buenos Aires.
| Canal | Localización de la repetidora |
| 13    | Coronel Dorrego               |
| 4     | Coronel Pringles              |
| 2     | Coronel Suárez                |